# Patinoire André Ravix
La patinoire André Ravix est la patinoire municipale de Villard-de-Lans. Les Ours de Villard-de-Lans, club de hockey sur glace, y évoluent en Ligue Magnus.
Lors de la saison 2007-2008 de la Ligue Magnus, la moyenne de spectateurs à la patinoire municipale de Villard-de-Lans fut 759 soit la 12e affluence sur 14. Durant la saison 2008-2009, l'affluence resta stable à 762 spectateurs par match en faisant la 13e affluence de la ligue.

## Le nom
André Ravix est le nom d'un ancien hockeyeur villardien qui lorsqu'il fut maire de Villard-de-Lans, a été à l'origine de la construction de cette patinoire couverte en replacement de la patinoire extérieure.

## Événements
- les Masters de patinage artistique y sont organisés tous les ans depuis 2016.